# Stefan Gillich

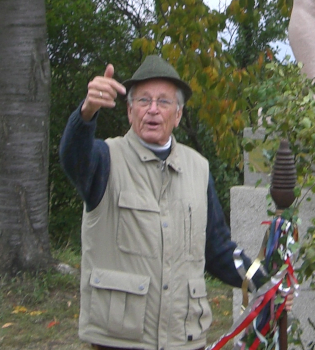
Stefan Gillich (2008)

Stefan Gillich (* 12. September 1932 in Filipowa, Königreich Jugoslawien; † 1. Februar 2019 in Deidesheim) war ein deutscher Kommunalpolitiker (CDU).

## Leben und Familie
Gillich wurde in Filipowa (heute Bački Gračac) in der Batschka in Serbien geboren. Seine Eltern hatten einen Landwirtschaftsbetrieb, der in den 1930er Jahren um einen Hanfverarbeitungsbetrieb erweitert wurde. Gillichs Vater, 1939 vom serbischen Militär eingezogen, starb 1940 im Alter von 39 Jahren in einem Feldlager. Nachdem im Zweiten Weltkrieg die serbische Batschka 1941 von der deutschen Wehrmacht erobert und Ungarn zugeschlagen worden war, wurde Gillichs Heimatdorf im September 1944 von der Sowjetarmee und jugoslawischen Partisanen erobert. Ein Bruder Gillichs wurde bei einem Massaker von Partisanen am 25. November 1944 in der Nähe von Filipowa erschossen. Ein weiterer Bruder Gillichs war 1944 zur Wehrmacht eingezogen worden und in sowjetische Kriegsgefangenschaft geraten.
Zusammen mit zwei Schwestern, einem Bruder und seiner Mutter wurde Gillich am 31. März 1945 aus seinem Heimatdorf vertrieben und mit 16.500 weiteren Deutschen in ein Lager bei Sombor verbracht, wo die Lebensbedingungen sehr hart waren. Am 9. Januar 1947 konnte die Familie das Lager verlassen und die sieben Kilometer entfernte Grenze nach Ungarn passieren. Am 5. September desselben Jahres gelangte die Familie bei Passau nach Deutschland und wurde in einem Auffanglager für Vertriebene bei Moschendorf in Oberfranken einquartiert. Hier lernte Gillich seine spätere Frau Elisabeth kennen, deren Familie ebenfalls vertrieben war.
Sein erstes Geld in Deutschland verdiente Gillich mit Zigarettenhandel, später durch Tätigkeit in einer Weberei. Im September 1950 konnte die Familie Gillich das Auffanglager verlassen und zog in die Pfalz, zunächst nach Landau, 1951 dann nach Haßloch. Am 24. April 1954 heiratete Gillich Elisabeth, mit der er drei Söhne bekam. 1976 zogen Gillich, seine Frau und seine Söhne nach Deidesheim.

## Politisches Engagement
Im Jahr 1960 trat Gillich in die CDU ein, zuvor war er bereits Mitglied der Jungen Union. Erste Erfahrungen in der Kommunalpolitik sammelte Gillich als Gemeinderat und Fraktionsvorsitzender in seinem früheren Wohnort Haßloch. 1969 wurde Gillich in den neu gebildeten Kreistag des Landkreises Bad Dürkheim und zu einem Stellvertreter des Landrats Hermann Scherer gewählt. Ebenfalls 1969 wurde Gillich Vorsitzender des CDU-Kreisverbandes. Er blieb dies 22 Jahre, bis ihm Norbert Schindler 1991 folgte.
Am 7. September 1972 fand die Wahl zum hauptamtlichen Bürgermeister der neuen Verbandsgemeinde Deidesheim statt. Die CDU nominierte Gillich für dieses Amt, nachdem der damalige Deidesheimer Ortsbürgermeister Norbert Oberhettinger auf die Kandidatur verzichtet hatte. Am 1. Oktober 1972 trat Gillich das Amt an und hatte dieses bis 1997 inne. 1975 wurde Gillich auch zum ehrenamtlichen Bürgermeister der Stadt Deidesheim gewählt; er versah dieses Amt bis 2004.
In der Ära Gillich als Ortsbürgermeister Deidesheims wurde unter anderem die Schlossparkanlage beim Deidesheimer Schloss für Besucher geöffnet, etwas später der Stadtgarten mit vielen exotischen Pflanzen, und die Turmschreiberei wurde ins Leben gerufen. Gillich unterzeichnete die Urkunden, welche die Partnerschaften Deidesheims mit den Gemeinden Bad Klosterlausnitz, Buochs, Saint-Jean-de-Boiseau und Tihany besiegelte. Auf Einladung Gillichs kamen der deutsche Bundespräsident Karl Carstens zu einer öffentlichen Wanderung und der deutsche Bundeskanzler Helmut Kohl mit dem sowjetischen Präsidenten Michail Gorbatschow bei einem Staatsbesuch nach Deidesheim. Diese und zahlreiche weitere Staatsgäste konnte Gillich als Deidesheimer Stadtbürgermeister empfangen. Für Hannelore Kohl, die verstorbene Frau des Bundeskanzlers und Ehrenbürgers Deidesheims, Helmut Kohl, enthüllte Gillich zusammen mit Kohl einen Gedenkstein im Hof des Deidesheimer Spitals.

## Weitere Ämter
Gillich war von 1978 bis 2003 im Landesvorstand des Tourismusverbandes Rheinland-Pfalz, davon von 1987 bis 1994 Vizepräsident, dann bis 2003 Präsident; danach war er Ehrenvorsitzender. Gillich war auch Vertreter des Landes Rheinland-Pfalz im Deutschen Tourismusverband und im Beirat der Deutsche Zentrale für Tourismus. Viele Jahre war Gillich zudem Vorsitzender des Spitalrats des Deidesheimer Spitals und des Trägervereins des Museums für Weinkultur.

## Ehrungen und Auszeichnungen
- 1982: Verdienstkreuz am Bande des Verdienstordens der Bundesrepublik Deutschland[22]
- 2001: Verdienstkreuz 1. Klasse des Verdienstordens der Bundesrepublik Deutschland[23]
- 2002: Ernennung zum Ehrenbürger der ungarischen Gemeinde Tihany[24][25]

## Schriften
- Sich trauen – den eigenen Weg finden. Erinnerungen. Mit einem Beitrag von Bernhard Vogel. Gillich, Deidesheim 2008, ISBN 978-3-926775-53-5.